# Zagara (personaggio)
Zagara è uno dei personaggi principali della serie di videogiochi ambientati nell'universo di StarCraft. Inizialmente una delle Matriarche dello Sciame Zerg diventerà la comandante in seconda dello Sciame e uno degli elementi più fidati di Sarah Kerrigan.
Inizialmente la traslitterizzazione del suo nome era Za'gara.

## Storia
Zagara fu creata su Char. Per lei il pianeta era come un crogiolo di evoluzione per gli zerg, in quanto aumentava le loro capacità di sopravvivenza.
Dopo che Sarah Kerrigan fu resa di nuovo umana e catturata dai Randagi di Jim Raynor, Zagara stabilì con la sua nidiata nella Palude acida su Char, e cercò di riunire lo Sciame sotto il suo comando, radunando tutti gli Zerg di Char al suo fianco, e riuscendo a resistere contro le forze del generale Horace Warfield. Tuttavia, le sue tattiche brutali le impedivano di raggiungere la vittoria.
Quando Kerrigan tornò su Char, Zagara sfidò la sua autorità: la Regina delle Lame ora appariva umana e quindi, ai suoi occhi, era indegna di guidare lo Sciame. Sfortunatamente, Kerrigan comandava molti più Zerg e alla fine riuscì a metterla alle corde. Conscia di essere stata sconfitta, Zagara implorò Kerrigan di risparmiandola giurandole fedeltà perché la sua volontà è stata più forte della sua. Kerrigan la perdonò e la unì insieme agli altri Zerg sotto di lei.
In seguito combatté a fianco a Kerrigan contro il generale Warfield fino alla sua posizione sull'Altura Indomita, vedendo la diversità delle sue tattiche.

### Il cambiamento
Kerrigan nominò Zagara come una dei suoi sottoposti più fidati, ma rimase frustrata dal fatto che la matriarca vedeva nella forza, unita al suo desiderio di superiorità verso le altre razze, l'unico modo di far capire la superiorità degli Zerg. A tal proposito, la inviò da Abathur, incaricato di far evolvere gli zerg, per aumentare la dimensione e la complessità della sua massa cerebrale. Dopo diverse manipolazioni, l'intelligenza di Zagara fu finalmente sufficiente a cogliere ciò che Kerrigan le aveva insegnato: si rese anche conto che in quel momento non era ancora pronta per poter comandare lo Sciame. Ottenute queste consapevolezze, il rapporto tra Kerrigan e Zagara si solidificò ancora di più.

### Zerus
Una volta arrivata insieme a Kerrigan su Zerus, il pianeta natale degli Zerg, Zagara ne è stata impressionata dal fatto che gli Zerg provenissero da quel mondo "morbido", affermando che sono andati molto avanti nell'evoluzione su Char. Quando Kerrigan entrò in una crisalide per aumentare i suoi poteri, Zagara ha preso le sue difese dagli  attacchi degli Zerg primordiali. In seguito, Kerrigan, divenuta di nuovo la Regina delle Lame, dichiarò che ora che era di nuovo diventata la leader degli Zerg, adesso sarebbe riuscita a convincere altre matriarche a unirsi a lei. Zagara però le rispose che lei è e sarà sempre la regina dello Sciame, non importa come.

### L'attacco a Skygeirr
Kerrigan si alleò con Alexei Stukov, un terran infestato, per distruggere la piattaforma Skygeirr, una base del Dominio costruita per creare gli ibridi Protoss-Zerg. Zagara percepì che Stukov era potente, ma la sua mente era chiusa. Kerrigan le raccontò della sua storia con il DTU durante la Guerra dello Sciame. Durante la battaglia e il successivo scontro in cui uccise Narud, Kerrigan fu ferita gravemente. Riportata al Leviatano, Zagara comandò lo Sciame mentre recuperava le forze, ma si mise da parte quando la Regina delle Lame si riprese, poiché conscia di avere ancora molto da imparare.

### L'assalto a Korhal
Lo Sciame assaltò Korhal riuscendo a entrare nella capitale facilmente, facendo pensare a Zagara che la vittoria era assicurata, ma Kerrigan la avvertì di non sottovalutare Mengsk. Inoltre le ordinò che se mai fosse caduta sarebbe diventata la nuova regina dello Sciame con il compito di distruggere Amon. Sorpresa per questo suo gesto, Zagara acconsentì. Con l'implementazione del Distruttore Psionico, l'assalto dello Sciame vacillò. Kerrigan disse che il Dominio stava per lanciare un assalto e Zagara correttamente indovinò che era solo una finta per impedire loro di disattivare il Distruttore. Kerrigan ordinò Zagara di tenere la metà della forza d'invasione, mentre Dehaka portò le sue forze di Zerg primordiali per eliminare il Distruttore. La mossa fu un successo, e Zagara riferì che le sue forze stavano spingendo i difensori nel settore imperiale di Augustgrad.
Come l'assalto finale infuriava al palazzo, Zagara informò Kerrigan che se avesse distrutto i difensori all'esterno, le sue forze potrebbero partecipare all'assalto principale del palazzo. Alla fine, gli Zerg vinsero la battaglia.

### Regina dello Sciame
Zagara si unì a Kerrigan quando raccolse le forze per invadere il vuoto e uccidere Amon. Quando Kerrigan aveva bisogno di assorbire l'essenza di Ouros per ascendere in un nuovo Xel'Naga, Zagara unì le forze con Jim Raynor e Artanis nel difenderla contro le forze di Amon. Una volta divenuta una Xel'Naga, Kerrigan diede completamente il comando dello Sciame a Zagara, dicendole di ricordare le lezioni che lei le aveva insegnato.
Dopo la sconfitta di Amon, Zagara si eresse come capo supremo dello Sciame e sostenne con forza il pianeta Char e i sistemi che lo circondavano.

### Proposte per la Pace
Anni dopo la guerra finale, Zagara avvicinò l'imperatore Valerian Mengsk del Dominio terran in una richiesta di aiuto. Dichiarò che lo Sciame era cambiato e non era più mirato alla distruzione. Anche se Artanis diffidava di lei, Valerian acconsentì e inviò una squadra di terran e protoss per indagare sul pianeta Gystt, che Zagara aveva revitalizzato dopo che era stato purificato dai protoss in un conflitto precedente.

## Aspetto
Zagara è una Zerg insettoide con un lungo corpo con tre paia di zampe completamente piene di aculei; sul dorso presenta una sacca verde per le uova Zerg, e alla fine di questa presenta una pinza a tre tenaglie. Ha un torso umanoide con una bocca verticale irta di denti sul bassoventre e le mani con due dita. La testa presenta un carapace a forma di corona con vari aculei al centro e due zanne rivolte all'insù; inoltre presenta dei capelli simili a steli.

## Personalità
Zagara è dura, spietata, tenace, ambiziosa, ed è così feroce e resistente come qualsiasi essere nello Sciame zerg, oltre a possedere una grande astuzia. L'apprendimento autonomo ha convinto Zagara dell'inferiorità delle altre specie intelligenti nella galassia, e il tempo trascorso a unire nidiate selvatiche disparate su Char ha rafforzato solo il suo disprezzo. Zagara è fedele allo Sciame, e per ciò che è meglio per gli zerg. Le tattiche iniziali di Zagara erano poco più che attacchi in massa. Dopo che Kerrigan la mandò da Abathur ha acquisito una maggiore comprensione. Prima della fine della guerra, ha creduto che un giorno avrebbe governato lo Sciame, ma sentiva che Kerrigan aveva ancora da insegnarle. Zagara crede nei "vecchi metodi" dello Sciame. Ha espresso po' di pietà per i terrestri, perché sono organizzati in nazioni ma non hanno un collegamento psionico e quindi sono soli dentro. Considera ibridi protoss-zerg degli "abomini" e non sopporta lo spazio, trovandolo "freddo e vuoto." Odia Dehaka e gli zerg primordiali a causa del fatto che non hanno un legame psionico e quindi non degni di far parte dello Sciame.

## Altre apparizioni
Zagara appare come personaggio selezionabile in Heroes of the Storm.

## Curiosità
- In una prima versione di Heart of the Swarm, Kerrigan avrebbe ripetutamente torturato Zagara per istruirla sulle sue tattiche. Questo materiale è stato riciclato quando la Regina delle Lame mandò Zagara da Abathur: la Matriarca, infatti, afferma che i metodi del maestro dell'evoluzione erano dolorosi.